# 国家公務員等の旅費に関する法律
国家公務員等の旅費の支給に関する法律（こっかこうむいんとうのりょひのしきゅうにかんするほうりつ、昭和25年4月30日法律第114号）は、公務のため旅行する国家公務員等に対し支給する旅費に関し諸般の基準を定め、公務の円滑な運営に資するとともに国費の適正な支出を図ることに関する法律である。
なお、地方公務員の旅費の支給については、各地方公共団体の条例により定められている。

## 構成
- 第一章　総則（第1条 - 第15条）
- 第二章　内国旅行の旅費（第16条 - 第30条）
- 第三章　外国旅行の旅費（第31条 - 第45条の2）
- 第四章　雑則（第46条 - 第48条）
- 附則

## 宿泊地の区分

### 内国旅費
甲地方（現行）
東京23区、さいたま市、千葉市、横浜市、相模原市、川崎市、名古屋市、京都市、大阪市、堺市、神戸市、広島市、福岡市
甲地方（2006年（平成18年）3月31日まで）
東京23区、八王子市、立川市、武蔵野市、三鷹市、府中市、調布市、町田市、小金井市、国分寺市、国立市、狛江市、多摩市、稲城市、西東京市
さいたま市、千葉市、横浜市、川崎市、横須賀市、鎌倉市、三浦郡葉山町、
名古屋市、京都市、大阪市、堺市、岸和田市、豊中市、池田市、吹田市、泉大津市、高槻市、貝塚市、守口市、枚方市、茨木市、八尾市、泉佐野市、富田林市、寝屋川市、和泉市、箕面市、高石市、東大阪市、神戸市、尼崎市、西宮市、芦屋市、伊丹市、宝塚市、福岡市
乙地方
甲地方にあげた以外の地域

### 外国旅費
指定都市
シンガポール、ロサンゼルス、サンフランシスコ、ニューヨーク、ワシントンD.C.、ジュネーブ、ロンドン、パリ、モスクワ、アブダビ、ジェッダ、クウェート、リヤド、アビジャン
甲地方
北米地域：北アメリカ大陸（メキシコ以南の地域を除く）、グリーンランド、ハワイ諸島、バミューダ諸島、グアム
欧州地域：ヨーロッパ大陸（乙地方の地域を除く）、アイスランド、大ブリテン、マルタ、サイプラス
中近東地域：アラビア半島、アフガニスタン、イスラエル、イラク、イラン、クウェート、ヨルダン、シリア、トルコ、レバノン、パレスチナ
乙地方
旧ソビエト連邦諸国（アゼルバイジャン、アルメニア、ウクライナ、ウズベキスタン、エストニア、カザフスタン、キルギス、ベラルーシ、グルジア、タジキスタン、トルクメニスタン、リトアニア、ラトビア、モルドバ、モスクワを除くロシア）
旧東欧諸団（アルバニア、チェコ、スロバキア、ハンガリー、ブルガリア、ポーランド、ルーマニア、旧ユーゴスラビア（クロアチア、スロヴェニア、ボスニア・ヘルツェゴビナ、セルビア、マケドニア共和国）
インドシナ半島（シンガポール、タイ、ミャンマー、マレーシアを含む）、大韓民国、香港
大洋州地域：オーストラリア、ニュージーランド、ポリネシア海域、ミクロネシア海域、メラネシア海域
丙地方
アジア地域（本邦を除く）：アジア大陸（乙地方の地域を除く）、インドネシア、フィリピン、ボルネオ
中南米地域：メキシコ以南の北アメリカ大陸、南アメリカ大陸、西インド諸島
アフリカ地域：アフリカ大陸、マダガスカル、マスカレーニュ諸島、セイシュル諸島
南極地域：南極大陸

## その他
- 特急料金は一の特急券に対する乗車距離が片道100km以上ないと原則として支払われない。